# Господарський суд Луганської області
Господарський суд Луганської області — місцевий спеціалізований господарський суд першої інстанції, розташований у місті Харкові, юрисдикція якого поширюється на Луганську область.
У зв'язку з російською агресією та захопленням частини території України, Указом Президента України від 12.11.2014 № 868/2014 місцезнаходження суду змінено (м. Луганськ змінено на м. Харків). Розпорядженням Голови Вищого господарського суду України від 02.04.2015 № 18-р з 6 квітня 2015 року відновлено роботу Господарського суду Луганської області за адресою: м. Харків, проспект Науки, 5.

## Компетенція
Місцевий господарський суд керуються при здійсненні судочинства Господарським процесуальним кодексом України. Він розглядає господарські справи, тобто ті, що виникають у зв'язку із здійсненням господарської діяльності юридичними особами та фізичними особами-підприємцями. Це, зокрема, справи про стягнення заборгованості за договорами, про чинність договорів, про відшкодування шкоди, про банкрутство, про захист права власності, корпоративні спори та ін.
Господарський суд розглядає справу, як правило, за місцезнаходженням відповідача, тобто якщо офіційна адреса відповідача зареєстрована на території юрисдикції цього суду.

## Структура
В суді здійснюють правосуддя 17 суддів.
Безпосереднє керівництво апаратом суду здійснює керівник апарату, який забезпечує організацію роботи структурних підрозділів суду, працівників апарату суду, їх взаємодію у виконанні завдань, покладених на апарат суду та несе персональну відповідальність за належне організаційне забезпечення суду, суддів та судового процесу, функціонування автоматизованої системи документообігу суду. Заступник керівника апарату здійснює керівництво діяльністю апарату суду в межах повноважень наданих керівником апарату суду.
Апарат суду сформований із відділів:
- планово-фінансової роботи та матеріально-технічного забезпечення;
- інформаційних технологій;
- організаційно-документального забезпечення роботи суду;
- інформаційно-комунікаційної діяльності та аналітичної роботи;
- управління персоналом.

Крім того, в апараті суду утворено патронатну службу, до якої відносяться посади помічників суддів.

## Керівництво
Голова суду — Вінніков Сергій Валерійович
 Заступник голови суду —
 Керівник апарату — Орлова Тетяна Олексіївна.

## Реорганізація
4 липня 2018 року на виконання Указу Президента України «Про ліквідацію місцевих господарських судів та утворення окружних господарських судів» № 453/2017 від 29.12.2017 р. Луганський окружний господарський суд зареєстровано як юридичну особу. Новоутворена судова установа почне свою роботу з дня, визначеного в окремому повідомленні.